# György Marosán

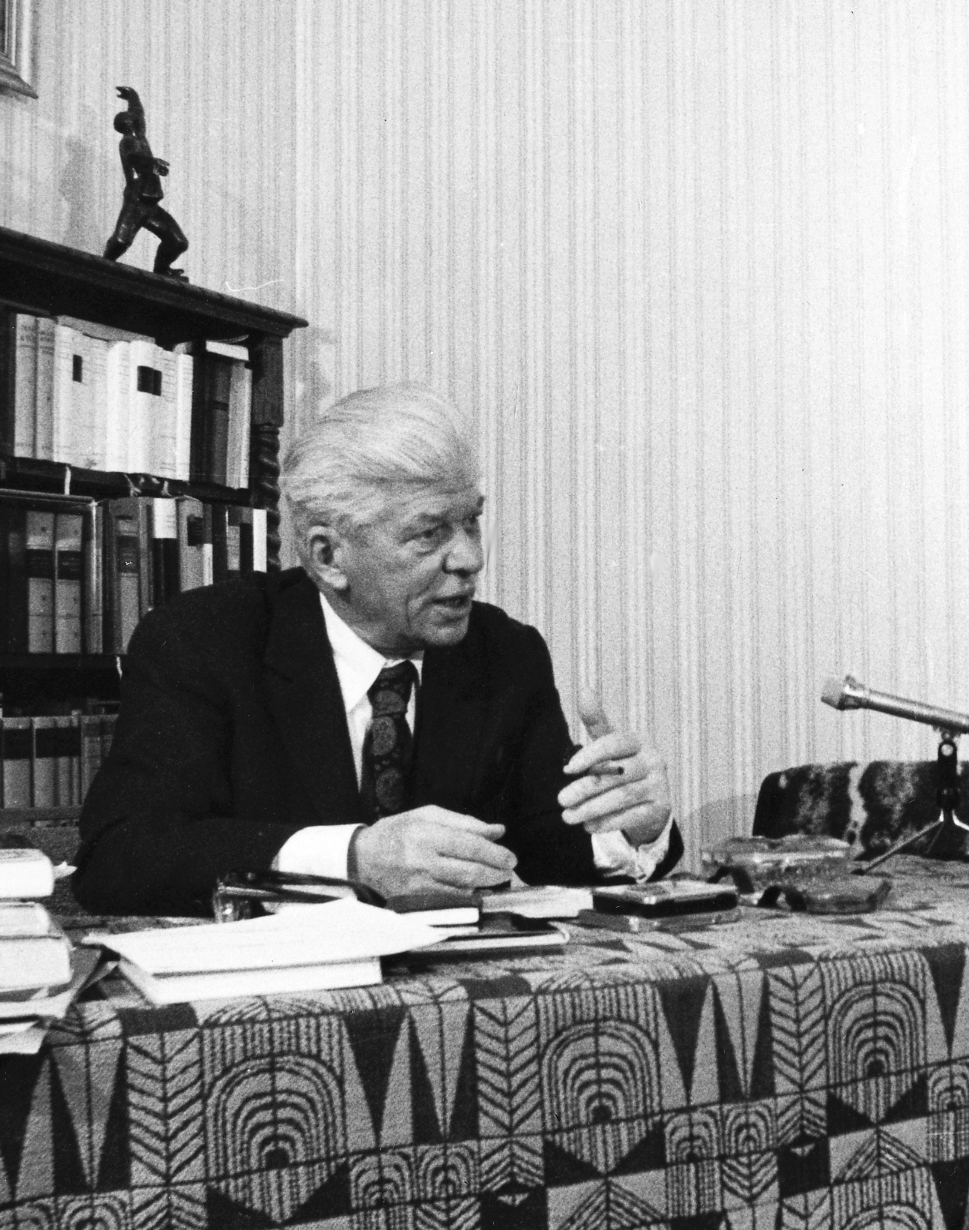
György Marosán

György Marosán (* 15. Mai 1908 in Hosszúpályi, Komitat Bihar; † 20. Dezember 1992 in Budapest) war ein ungarischer Diplomat und Politiker der Ungarischen Sozialdemokratischen Partei MSZDP (Magyarországi Szociáldemokrata Párt), der Ungarischen Kommunistischen Partei MKP (Magyar Kommunista Párt), der Partei der Ungarischen Werktätigen MDP (Magyar Dolgozók Pártja) sowie später der Ungarischen Sozialistischen Arbeiterpartei MSZMP (Magyar Szocialista Munkáspárt), der als ZK-Sekretär und Politbüromitglied einer der führenden Persönlichkeiten in der Anfangszeit der Ära Kádár nach dem Ungarischen Volksaufstand 1956 war und einige Jahre später alle politischen Ämter verlor.

## Leben

### Herkunft, Gewerkschaftsfunktionär und Sozialdemokrat
Marosán, Sohn eines Kantors und Lehrers, wuchs seit 1917 in einem Waisenhaus in Debrecen auf, ehe er nach dem Ungarisch-Rumänischen Krieg im Herbst 1919 von der rumänischen Besetzungsmacht zusammen mit seinen Brüdern wegen ihrer rumänischen Abstammung nach Oradea verbracht wurde. Allerdings galten die Brüder dort auch nicht als Rumänen.
1922 wurde Marosán Mitglied der Gewerkschaft der Bäckereiarbeiter und engagierte sich als Gewerkschaftsfunktionär. Daneben beendete er die vierjährige Grundschulausbildung, ehe er 1926 nach Budapest verzog, wo er bis 1934 Arbeiter in einer Brotfabrik war. Bereits kurz nach seiner Ankunft in Ungarn wurde er auch dort Gewerkschaftsmitglied und trat 1927 der Ungarischen Sozialdemokratischen Partei MSZDP (Magyarországi Szociáldemokrata Párt) als Mitglied bei. 1939 wurde er Generalsekretär der Gewerkschaft der Lebensmittelarbeiter sowie 1941 Mitglied des Hauptvorstandes der MSZDP. 1942 gehörte er zu den Initiatoren und Mitgliedern einer Kommission zur Erinnerung an den fünften Todestag von Attila József, der sich im Alter von 32 Jahren vor einem Güterzug das Leben nahm und der zu den bedeutendsten Lyrikern des Landes zählt.
Im Sommer 1942 wurde Marosán festgenommen und befand sich daraufhin drei Monate in Untersuchungshaft. 1943 erfolgte seine Wahl zum Landesorganisationssekretär der MSZDP sowie zugleich Generalsekretär der Gewerkschaft ÉMOSZ. Nach der Besetzung Ungarns durch Deutschland im Rahmen des Unternehmens Margarethe im Zweiten Weltkrieg wurde er im März 1944 festgenommen und verbrachte die Folgezeit im Internierungslager Nagykanizsa. Im Oktober 1944 nahm er illegalen Veranstaltungen zur Vorbereitung der Arbeit der Partei in der Nachkriegszeit statt und gehörte im Januar 1945 zu den Organisatoren einer Versammlung von führenden Sozialdemokraten mit Vertretern der Übergangsregierung von Ministerpräsident Béla Miklós in Debrecen.

### Nachkriegszeit und Zeit bis zum Ungarischen Volksaufstand 1956

#### Befürworter der Vereinigung von MSZDP und MKP
Am 2. April 1945 wurde Marosán Mitglied der Provisorischen Parlaments und gehörte anschließend dem Parlament (Országgyűlés) mit Ausnahme der Legislaturperiode zwischen 1953 und 1958 bis 1963 an. Auf dem XXXIV. Parteikongress der MSZDP wurde er Mitglied des Parteivorstandes sowie des Politischen Ausschusses sowie ein halbes Jahr später auf dem XXXV. Parteikongress zum Ersten Sekretär der MSZDP gewählt. Während dieser Zeit kam es zu einer Stärkung der Vorstandsarbeit der Partei, die maßgeblich von Persönlichkeiten aus dem bäuerlichen Lager geführt wurde. Neben seinen Funktionen in der MSZDP war er auch Präsident der Nationalen Vereinigung für Arbeiterlieder (Magyarországi Munkásdalegyletek Országos Szövetségének), Mitglied des Präsidiums der Jugoslawisch-Ungarischen Freundschaftsgesellschaft, Mitglied des Nationalbüros der Ungarisch-Sowjetischen Kulturgesellschaft sowie Mitglied des Nationalkomitees von Budapest.
Marosán galt als einer der eifrigsten Befürworter einer Vereinigung der Ungarischen Sozialdemokratischen Partei MSZDP (Magyarországi Szociáldemokrata Párt)  mit der Ungarischen Kommunistischen Partei MKP (Magyar Kommunista Párt) nach dem Zweiten Weltkrieg. Dadurch geriet er in Konfrontation mit anderen führenden Persönlichkeiten der MSZDP wie Károly Peyer, Anna Kéthly, Ferenc Szeder, Imre Szélig, Vilmos Böhm und Antal Bán, die die Souveränität der sozialdemokratischen Politik gefährdet sahen und sich für eine organisatorische Trennung der beiden Parteien einsetzten. Er spielte eine maßgebliche Rolle in der Phase der Fusion der beiden Parteien, die auch zum Parteiausschluss einiger führender Sozialdemokraten mit sich brachte.

#### Gründung der MDP, Festnahme 1950 und Verurteilung zum Tode
Als es am 12. Juni 1948 zum Zusammenschluss von MSZDP und MKP zur Partei der Ungarischen Werktätigen MDP (Magyar Dolgozók Pártja) kam, wurde Árpád Szakasits Parteivorsitzender und Mátyás Rákosi Generalsekretär der Partei, während Marosán nach Mihály Farkas und János Kádár dritter Vize-Generalsekretär wurde. Zugleich wurde er Mitglied des Politbüros, Mitglied des Zentralkomitees (ZK) sowie des Organisationssekretariats der MDP. Zwei Monate später wurde er im August 1948 Erster Sekretär der MDP von Budapest und bekleidete dieses Amt bis Juli 1949.
Am 11. Juni 1949 wurde Marosán Minister für Leichtindustrie in der Regierung von Ministerpräsident István Dobi und bekleidete dieses Ministeramt formal bis zum 4. August 1950. Seine Ministerfunktion wurde Anfang 1950 erweitert als er Mitglied des einflussreichen Nationalen Wirtschaftsrates (Népgazdasági Tanácsnak) wurde und daneben auch Mitglied der Nationalkommission wurde. Gleichzeitig wurde er Mitglied des Präsidiums der Ungarischen Unabhängigen Volksfront MFN (Magyar Függetlenségi Népfront), die für die Aufstellung der Kandidatenliste für die Wahlen für das Ungarische Parlament (Országgyűlés) zuständig war, und Vorsitzender dieser Organisation in Budapest. Im Mai 1950 wurde er darüber hinaus ZK-Sekretär und Leiter der Verwaltungsabteilung des ZK der MDP.
Am 6. Juli 1950 wurde Marosán festgenommen und aufgrund von erfundenen Anschuldigungen wegen sozialdemokratischer Tendenzen zum Tode durch den Strang verurteilt. Durch den Obersten Gerichtshof (Legfelső Bíróság ) wurde das Todesurteil jedoch kurz darauf in eine lebenslange Haftstrafe umgewandelt.

#### Rehabilitation und Volksaufstand 1956
Im März 1956 wurde Marosán aus der Haft entlassen und nach der Ablösung Rákosis als Generalsekretär durch Ernő Gerő am 21. Juli 1956 öffentlich rehabilitiert. Zeitgleich erfolgte seine Wiederaufnahme als Mitglied des Politbüros sowie des ZK der MDP und am 30. Juli 1956 seine Ernennung zum Vize-Ministerpräsidenten in der Regierung von Ministerpräsident András Hegedüs.
Noch am gleichen Tag reiste er zu einem Treffen mit Funktionären der Sozialistischen Einheitspartei Deutschlands (SED) in den Thüringer Wald und führte in der Folgezeit zahlreiche Gespräche mit anderen Parteifunktionären wegen der unruhigen Lage in Ungarn und den Einsatz von bewaffneten Kräften. Während des eigentlichen Volksaufstandes im Oktober 1956 blieb er jedoch zurückhaltend, wurde aber von Kádar als Staatsminister ohne Geschäftsbereich in die am 4. November 1956 in Szolnok gebildete Revolutionäre Arbeiter- und Bauernregierung berufen, nachdem Ministerpräsident Imre Nagy von Kádár abgesetzt wurde. In der Folgezeit wuchs sein Einfluss nach der blutigen endgültigen Niederschlagung des Volksaufstandes mit Unterstützung durch die Sowjetarmee.

### Ära Kádár und die Zeit des Gulaschkommunismus

#### Aufstieg in Spitzenfunktionen der MSZMP
Mit der Gründung der Ungarischen Sozialistischen Arbeiterpartei MSZMP (Magyar Szocialista Munkáspárt) als Rechtsnachfolgerin der MDP am 7. November 1956 wurde Marosán Mitglied von deren Politbüro und gehörte in der Anfangszeit der nachfolgenden Ära Kádár und dem sogenannten Gulaschkommunismus als abgemilderte Form des Staatssozialismus zu den führenden Politikern der MSZMP. Im Februar 1957 wurde er ZK-Sekretär für Organisation und damit de facto Stellvertretender von Generalsekretär János Kádár. Wenige Wochen später wurde er am 30. April 1957 auch mit der Leitung des kommissarischen Exekutivkomitees der MSZMP in Budapest betraut und somit Erster Sekretär der dortigen Parteileitung. Auf der Nationalkonferenz (Országos Értekezlete) der MSZMP am 29. Juni 1957 wurde er in seinen Funktionen als Mitglied von Politbüro sowie ZK bestätigt und zugleich zu einem der fünf Mitglieder des Sekretariats des ZK gewählt. Am 28. Januar 1958 unterstützte er die Ersetzung von János Kádár durch Ferenc Münnich als Ministerpräsident. 
In seinen Parteifunktionen wurde Marosán, der zwischen 1957 und 1962 auch Mitglied des Präsidiums der Patriotischen Volksfront HNF (Hazafias Népfront) sowie des Rates der Hauptstadt Budapest war, auch auf dem VII. Parteikongress am 5. Dezember 1959 erneut bestätigt. Daneben wurde er im Januar 1960 Mitglied des Präsidiums der Ungarischen Volksrepublik, dessen kollektiven Staatsoberhaupts unter Vorsitz von István Dobi, und war danach als Nachfolger von Károly Kiss neben Dániel Nagy vom 7. Oktober 1961 bis zum 21. März 1963 als Vize-Vorsitzender des Präsidiums der Volksrepublik Ungarn Stellvertreter von Staatspräsident Dobi.

#### Verlust aller Ämter und Parteiausschluss
Im Laufe des Jahres 1962 warf Marosán der Parteiführung und insbesondere Kádár einen wachsenden Personenkult sowie Rückkehr zum Stalinismus vor. Dies führe nach seiner Ansicht dazu, dass die Arbeiterklasse die Beschlüsse des Zentralkomitees nicht beachte. Außerdem lasse die Partei Mitglieder verfolgen. Außerdem warf er Kádár vor, Normen und Beschlüsse der kollektiven Parteiführung nicht umzusetzen. Als Folge des wachsenden Konfliktes verzichtete er am 1. September 1962 auf die Wahrnehmung seiner Funktionen.
Auf der Sitzung des ZK am 12. Oktober 1962 wurde er von seinem Amt als ZK-Sekretär entbunden und verlor außerdem auch seine Mitgliedschaft im Politbüro. Ein Jahr darauf wurde er 1963 als Vizevorsitzender des Präsidiums der Volksrepublik Ungarn und damit als einer der beiden Vizestaatspräsidenten abgelöst.
1965 wurde Marosán schließlich auch als Mitglied aus der MSZMP ausgeschlossen und erst 1972 wieder als Mitglied aufgenommen. Nach dem Ende der Ära Kádár wurde er auf dem Gründungsparteitag der Ungarischen Sozialistischen Partei MSZP (Magyar Szocialista Párt) zu deren Ehrenmitglied ernannt, wurde aber nicht weiter politisch aktiv.